# Хуан Естебан Педернера
Хуа́н Есте́бан Педерне́ра (ісп. Juan Esteban Pedernera; *25 грудня 1796 — †1 лютого 1886) — аргентинський військовик і політик. Займав посаду віцепрезидента Аргентини у 1860—1861 роках і президента Аргентини у 1861 році. Активний учасник війни за незалежність Аргентини і громадянської війни в Аргентині.

## Біографія
Народився у 1796 році у провінції Сан-Луїс, навчався у францисканському монастирі, але залишив навчання і вступив до лав полку кінної артилерії, яким командував Хосе де Сан-Мартін. Полк брав участь у війні за незалежність Аргентини проти Іспанії. У 1815 він брав участь у битвах під Чакабуко та Майпу в Чилі, а потім у кампанії з визволення Перу. Його було ув'язнено іспанськими військовиками, але він зумів втекти й повернутись до свого війська.
23 вересня 1823 року Хуан Естебан Педернера, будучи в чині генерал-лейтенанта, одружився з Розою Хуаною Гередією, яка народилась у Перу у 1805 році.
У 1826 році він знову займався військовою справою, цього разу беручи участь у аргентино-бразильській війні. Під час громадянської війни він приєднався до Унітарної партії під проводом генерала Хосе Марії Паса, і брав участь у битві під ла-Табладою проти сили федералістів. Після тривалого часу у засланні він повернувся до країни після падіння режиму Росаса, і зайняв пост сенатора від провінції Сан-Луїс. У 1856 році його було призначено на пост командувача прикордонними військами, а у 1859 було обрано на посаду губернатора Сан-Луйса. Того ж року він узяв участь у битві під Сепедою.
Пізніше його було обрано на посаду віцепрезидентом Сантьяго Деркі, цей пост він займав з 1860 до 1861 року, коли Деркі подав у відставку після поразки під Павоном. Після цього Педернера виконував обов'язки президента, допоки уряд не було розпущено. У 1882 році він був призначений генерал-лейтенантом Армії республіки.